# Frederik IV van Legnica
Frederik IV van Legnica (20 april 1552 - 27 maart 1596) was van 1571 tot 1596 hertog van Liegnitz (Legnica). Hij behoorde tot het wijdvertakte huis van de huis Piasten.

## Levensloop
Hij was de derde, maar tweede overlevende zoon van hertog Frederik III van Liegnitz en Catharina van Mecklenburg-Schwerin, dochter van hertog Hendrik V van Mecklenburg-Schwerin.
Na het overlijden van zijn vader in 1570, kwam het tot een erfstrijd tussen Frederik IV en zijn oudere broer, hertog Hendrik XI van Liegnitz. In 1571 kwamen de twee broers tot een overeenkomst en beslisten ze om het regeringsgebied van hun vader onverdeeld te laten, waarna de twee broers gezamenlijk het hertogdom Liegnitz regeerden.
Toen zijn broer Hendrik XI in 1576 meevocht in de godsdienstoorlog van hugenoten tegen katholieken  in Frankrijk, besloot Frederik IV zijn afwezigheid te gebruiken om de enige hertog van Liegnitz te worden. Hij ging naar keizer Maximiliaan II en vroeg hem om het verdrag dat hij in 1571 met zijn broer had afgesloten te herzien. Maximiliaan II stelde daarop een speciale commissie samen die op 13 maart 1576 oordeelde dat Frederik IV de enige hertog van Liegnitz was en op 17 april 1576 nam hij de officieel de regering van het hertogdom over. Ook spraken keizer Maximiliaan II en Frederik IV af dat het hertogdom Liegnitz ten laatste op 29 september 1577 onderling verdeeld moest worden tussen Frederik IV en Hendrik XI. Ook werd Frederik verplicht om alle benodigdheden van de familie van Hendrik XI te voorzien, inclusief geld en voedsel.
Het verdelingsverdrag tussen Frederik IV en Hendrik XI kwam er echter niet, omdat keizer Maximiliaan II in oktober 1576 onverwacht stierf en diens opvolger keizer Rudolf II het geval opnieuw wilde onderzoeken en op 5 oktober 1580 besliste Rudolf II om het decreet van 13 maart 1576 te herzien. Hierdoor werden de broers opnieuw gezamenlijk hertog van Liegnitz en Frederik IV werd gedwongen om zich terug te trekken in de tweede stad van het hertogdom Haynau.
De situatie zou echter in 1581 veranderen, toen Hendrik XI weigerde om zijn eed van trouw aan Rudolf II af te leggen en dit leidde tot een keizerlijke interventie in Liegnitz. Ondanks dat Frederik IV de keizerlijke troepen versloeg, besloot Hendrik XI om vergiffenis te vragen aan keizer Rudolf II en daarvoor naar Praag te gaan. Rudolf II besliste in Praag om Hendrik XI definitief te ontheven uit zijn functie van hertog van Liegnitz en liet hem gevangenzetten. Frederik kreeg daarop opnieuw het hertogdom Liegnitz in handen, maar werd opnieuw verplicht om in alle benodigdheden van de familie van Hendrik XI te voorzien. Hij bleef hertog van Liegnitz tot aan zijn dood in 1596. Omdat hij geen mannelijke nakomelingen naliet, volgde zijn neef, hertog Joachim Frederik van Brieg, hem op als hertog van Liegnitz.

## Huwelijken en nakomelingen
Op 20 januari 1587 huwde hij met Maria Sidonia (1572-1587), dochter van hertog Wenceslaus III Adam van Teschen. Ze kregen een dochter:
- Maria Catharina (1587), stierf enkele dagen na de geboorte

Na de dood van zijn eerste vrouw hertrouwde Frederik IV op 23 november 1589 met Dorothea (1569-1593), dochter van hertog Johan van Sleeswijk-Holstein-Sonderburg. Ze kregen twee kinderen:
- een doodgeboren zoon (1592)
- een doodgeboren zoon (1593)

Op 24 oktober 1594 huwde hij na de dood van zijn tweede vrouw met Anna (1561-1616), dochter van hertog Christoffel van Württemberg. Hun huwelijk bleef kinderloos.